# Scara Internațională de Temperatură din 1990
Scara Internațională de Temperatură din 1990 (SIT-90, engleză ITS-90) este un standard pentru calibrarea scărilor Kelvin și Celsius ale instrumentelor de măsurare a temperaturii. SIT-90 este o aproximare a scării termodinamice de temperatură care facilitează comparabilitatea și compatibilitatea măsurării temperaturii pe plan internațional. SIT-90 definește puncte fixe de la 0,65 K până la circa 1358 K (−272,5 °C la 1085 °C) și este subîmpărțită în mai multe domenii de temperatură, care se suprapun în oarecare măsură.
Prima Scară Internațională de Temperatură a fost adoptată în 1927. și revizuită succesiv în 1948, 1968 și 1990. Scările precedente au fost cunoscute drept Scara Internațională Practică de Temperatură (SIPT-48, respectiv SIPT-68) (engleză International Practical Temperature Scale - IPTS-48, IPTS-68).
Scara ITS-90 a fost adoptată de Comitetul Internațional de Măsuri și Greutăți la Conferința sa din 1989 la recomandarea celei de a 18-a Conferințe Generale de Măsuri și Greutăți din 1987. Această scară a înlocuit SIPT-68, republicată în 1976 și Scara Provizorie de Temperatură de la 0,5 K la 30 K. Oficial, scara SIT-90 a intrat în vigoare la 1 ianuarie 1990.

## Detalii
SIT-90 definește temperatura Kelvin internațională (T90) dar, din considerente istorice, utilizează și temperatura Celsius internațională, (t90). SIT-90 este definită astfel încât să aproximeze cât mai exact în domeniul său scara de temperatură absolută termodinamică (începând de la zero absolut). Acoperirea întregului său domeniu necesită patru tipuri diferite de termometre:
- termometru cu presiune de vapori[6] (saturați, de heliu),
- termometru cu gaz[6] (cu heliu gazos),
- termometru cu rezistență din platină[6] standard,
- termometru de radiație.[6]

Deși scările Kelvin și Celsius sunt definite pe baza a două puncte fixe: zero absolut (0 K) și punctul triplu al apei (273,16 K, respectiv 0,01 °C), această definiție este nepractică la temperaturi mult diferite de cea a punctului triplu al apei. SIT-90 folosește mai multe puncte fixe definite, toate bazate pe stări de echilibru termodinamic ale unui număr de 14 elemente chimice pure și unei substanțe compuse, apa. Multe puncte se bazează pe transformări de fază, în special de topire/solidificare a elementelor chimice pure. Cele mai joase puncte criogenice se bazează exclusiv pe relația dintre temperatură și presiunea de saturație a heliului și a izotopilor săi, în timp ce restul punctelor reci (sub temperatura camerei) se bazează pe punctele triple. Exemple ale altor puncte fixe sunt punctul triplu al hidrogenului (−259,3467 °C) și punctul de solidificare al aluminiului (660,323 °C).

## Definirea SIT-90
SIT-90 a adus nou față de SIPT-68 definirea modului de etalonare sub punctul triplu al hidrogenului și precizarea valorilor celorlalte puncte fixe, diferențele fiind însă destul de mici, sub 1 la mie.

### Între 0,65 K și 5,0 K
Între 0,65 K și 5,0 K SIPT-90 este definită prin relația dintre temperatură și presiunea de saturație pentru 3He (heliu-3) și 4He (heliu-4). Termometrul etalon pentru măsurarea temperaturilor Între 0,65 K și 5 K este cel cu presiune de vapori de heliu.
Punctul critic al 3He este la 3,32 K, iar al 4He este la 5,19 K, astfel că, practic, se pot măsura temperaturi până la 5 K.
|    | 3He 0,65 – 3,2 K | 4He 1,25 – 2,1768 K | 4He 2,1768 – 5,0 K |
| -- | ---------------- | ------------------- | ------------------ |
| A0 | 1,053377         | 1,392408            | 3,146631           |
| A1 | 0,980106         | 0,527153            | 1,357655           |
| A2 | 0,676380         | 0,166756            | 0,413923           |
| A3 | 0,372602         | 0,050988            | 0,091159           |
| A4 | 0,151856         | 0,026514            | 0,016349           |
| A5 | -0,002263        | 0,001975            | 0,001826           |
| A6 | 0,006596         | -0,017976           | -0,004325          |
| A7 | 0,088966         | 0,005409            | -0,004973          |
| A8 | -0,004770        | 0,013259            | 0,0                |
| A9 | -0,054943        | 0,0                 | 0,0                |
| B  | 7,3              | 5,6                 | 10,3               |
| C  | 4,3              | 2,9                 | 1,9                |

Formula de interpolare a temperaturii {\displaystyle T_{90}\,} pe curba de saturație a 3He și 4He este:
{\displaystyle T_{90}=\sum _{i=0}^{9}A_{i}\left[{\frac {\ln p-B}{C}}\right]^{i}}
unde presiunea este în Pa, iar coeficienții Ai, B, C sunt cei din tabelul alăturat. Schimbarea coeficienților la temperatura de 2,1768 K reflectă tecerea He de la starea normală (HeI) la starea superfluidă (HeII) (punctul λ).

### Între 3,0 K și 24,5561 K
Între 3,0 K și 24,5561 K (punctul triplu al neonului) SIT-90 este definită de termometrul cu presiune de heliu gazos etalonat în trei puncte fixe din domeniu: al neonului, al hidrogenului (v. domeniul următor) și un punct între 3 – 5 K determinat cu termometrul cu presiune de vapori de heliu (v. domeniul precedent). Se propune ca în viitor, punctul de etalonare cu vapori de heliu să fie între 4,2 K și 5 K.
Dacă drept gaz termometric se folosește 4He, formula de interpolare a temperaturii {\displaystyle T_{90}\,} în funcție de temperatură este o parabolă:
{\displaystyle T_{90}=a+bp+cp^{2}\,}
unde coeficienții a, b și c se obțin din valorile presiunii măsurate în punctele de etalonare.
Dacă drept gaz termometric se folosește un amestec de 3He și 4He, formula de interpolare este mai complexă.

### Între 13,8033 K și 1234,93 K
Între 13,8033 K (punctul triplu al hidrogenului) și 1234,93 K (961,78 °C, punctul de solidificare al argintului) SIT-90 este definită de termometrul cu rezistență de platină standard, etalonat în punctele fixe și folosind metode de interpolare specifice.
Puncte fixe
Tabelul de mai jos prezintă punctele fixe ale SIT-90.
| Substanța și starea sa                                                                                 | Punctul definit în kelvin (interval) | Punctul definit în grade Celsius (interval) |
| --- | ------------------------------------ | ------------------------------------------- |
| Relația dintre temperatură și presiunea vaporilor saturați ai heliului-3                               | (0,65 la 3,2)                        | (−272,50 la −269,95)                        |
| Relația dintre temperatură și presiunea vaporilor saturați ai heliului-4 sub punctul său lambda        | (1,25 la 2,1768)                     | (−271,90 la −270,9732)                      |
| Relația dintre temperatură și presiunea vaporilor saturați ai heliului-4 deasupra punctului său lambda | (2,1768 la 5,0)                      | (−270,9732 la −268,15)                      |
| Relația dintre temperatură și presiunea vaporilor saturați ai heliului                                 | (3 la 5)                             | (−270,15 la −268,15)                        |
| Punctul triplu al hidrogenului                                                                         | 13,8033                              | −259,3467                                   |
| Punctul triplu al neonului                                                                             | 24,5561                              | −248,5939                                   |
| Punctul triplu al oxigenului                                                                           | 54,3584                              | −218,7916                                   |
| Punctul triplu al argonului 1                                                                          | 83,8058                              | −189,3442                                   |
| Punctul triplu al mercurului 1                                                                         | 234,3156                             | −38,8344                                    |
| Punctul triplu al apei 1, 2, 3                                                                         | 273,16                               | 0,01                                        |
| Punctul de topire1, 4 al galiului                                                                      | 302,9146                             | 29,7646                                     |
| Punctul de solidificare 1,4 al indiului                                                                | 429,7485                             | 156,5985                                    |
| Punctul de solidificare al staniului 1                                                                 | 505,078                              | 231,928                                     |
| Punctul de solidificare al zincului 1                                                                  | 692,677                              | 419,527                                     |
| Punctul de solidificare al aluminiului 1                                                               | 933,473                              | 660,323                                     |
| Punctul de solidificare al argintului 1                                                                | 1234,93                              | 961,78                                      |
| Punctul de solidificare al aurului                                                                     | 1337,33                              | 1064,18                                     |
| Punctul de solidificare al cuprului 1                                                                  | 1357,77                              | 1084,62                                     |

1 Realizate și în cadrul Laboratorul Termometrie al Institutului Român de Metrologie.
2 În practică punctul triplu al apei este frecvent înlocuit cu punctul de topire al gheții în condiții de presiune și temperatură normală (1 atm, 0 ºC), ulterior introducându-se o corecție pentru diferența de 0,01 ºC 
3 Compoziția izotopică a apei este cea definită în VSMOW.
4 Punctul de topire se deosebește de cel de solidificare prin direcția schimbului de căldură în timpul măsurării temperaturii.
Formulele de interpolare a temperaturii {\displaystyle T_{90}\,} în funcție de raportul dintre rezistența măsurată și rezistența în punctul de etalonare a termometrului cu rezistență din platină se găsesc în documentație.

### Peste 1234,93 K
Deasupra 1234,93 K (punctul de solidificare al argintului) temperatura {\displaystyle T_{90}\,} este definită prin punctele fixe și legea lui Planck (de radiație):
{\displaystyle {\frac {L_{\lambda }(T_{90})}{L_{\lambda }[T_{90}(X)]}}={\frac {e^{\frac {c_{2}}{\lambda [T_{90}(X)]}}-1}{e^{\frac {c_{2}}{\lambda T_{90}}}-1}}}
unde {\displaystyle T_{90}(X)\,} este una din temperaturile punctelor fixe ale argintului, aurului sau cuprului, {\displaystyle L_{\lambda }\,} sunt radianțele spectrale ale corpului negru pentru lungimea de undă {\displaystyle \lambda \,} la temperaturile respective, iar :{\displaystyle c_{2}\,} = 0,014388 m K.
Termometrul etalon pentru acest domeniu este pirometrul de radiație monocromatică.